# 馬科姆鎮區 (密歇根州)
馬科姆鎮區（英語：Macomb Township）是位於美國密歇根州馬科姆縣的一個行政鎮區。

## 地方資料
馬科姆鎮區的面積為94.10平方千米，當中陸地面積為93.90平方千米，而水域面積為0.20平方千米。根據2020年美國人口普查的數據，當地共有人口91663人，而人口密度為每平方千米974.1人。